# Werner Rammert
Werner Rammert (* 24. März 1949 in Oelde) ist ein deutscher Soziologe.

## Bildungsbiographie
Werner Rammert studierte von 1969 bis 1973 Sozialwissenschaften, Wirtschaftswissenschaften und Soziologie an den Universitäten in Bochum und Bielefeld sowie an der Northwestern University, Illinois. Seine Diplom legte er 1973 in Soziologie an der Universität Bielefeld bei Peter Weingart und Niklas Luhmann ab. Von 1975 bis 1978 war er als Wissenschaftlicher Mitarbeiter am Soziologischen Forschungsinstitut (SOFI) in Göttingen im Bereich Industrie- und Arbeitssoziologie tätig. Danach arbeitete er bis 1984 als Wissenschaftlicher Assistent an der Fakultät für Soziologie der Universität Bielefeld. Dort war er Mitbegründer und geschäftsführender Direktor des Forschungszentrums „Zukunft der Arbeit“.
Rammert promovierte 1981 bei Gert Schmidt und Claus Offe. Thema seiner Dissertation war die „Soziale Dynamik der technischen Entwicklung“.
Im Jahr 1988 schloss er seine Habilitation (venia legendi in Soziologie) mit dem Thema „Technik aus soziologischer Perspektive“ bei Gert Schmidt, Peter Weingart, Burkart Lutz und Niklas Luhmann ab.

## Lehrtätigkeit
Werner Rammert folgte 1991 dem Ruf an die Freie Universität Berlin als Professor für Soziologie. Ab 1996 war er zeitweise Prodekan der Fakultät für Philosophie und Sozialwissenschaften und Geschäftsführender Direktor des Institutes für Soziologie. 1999 erhielt er einen Ruf an die Technische Universität Berlin als Professor für Techniksoziologie.

## Forschung
Werner Rammert gilt neben Hans Linde, Bernward Joerges und Karl H. Hörning als einer der Protagonisten der Techniksoziologie in Deutschland. Von 1982 bis 1992 war er Mitherausgeber des Jahrbuches „Technik und Gesellschaft“.
Er gelangte zu einer funktionalistisch inspirierten Technikdefinition, die gegen den „materiellen Artefaktcharakter“ das „funktionale Operationsschema“ geltend macht. Dabei identifiziert er einen Vorgang der „Technisierung“: „Eine Verknüpfung von Handlungen wird dadurch technisch, daß sie von anderen sinnhaften Bezügen, wie dem Erwarten einer Antwort oder dem verständigen Vollziehen eines vorher abgesprochenen Arbeitsganges, freigesetzt ist und die Kombination der abgelösten Elemente ausschließlich unter dem Gesichtspunkt des Ineinandergreifens und Funktionierens organisiert wird“. So erweiterte er das Technikverständnis stark.
In der Folge prägte er die Debatte um die „agency“ von Technik maßgeblich. Ausgehend von einer Kritik am minimalistischen Handlungsbegriff der Akteur-Netzwerk-Theorie hat er zusammen mit Ingo Schulz-Schaeffer einen gradualisierten Handlungsbegriff entwickelt, der auch technischen Geräten „Handlungsträgerschaft“ zugesteht. Dabei unterscheiden sie zwischen drei Handlungsebenen: veränderndes Einwirken, Wahlfreiheit und Intentionalität, nach denen sich sowohl menschliche Akteure als auch technische Artefakte entsprechend ihren jeweiligen Handlungsbeiträgen abgestuft ordnen lassen. Dieses gradualisierte Handlungsverständnis hat über die Soziologie hinaus Beachtung gefunden und Diskussionen angeregt.
Einen neuen Forschungsschwerpunkt Rammerts bildet das Phänomen der Innovation, das die moderne Gesellschaft inzwischen so sehr prägt, dass von einer „Innovationgesellschaft“ gesprochen werden kann. In dieser sind technische, ökonomische und soziale Innovationen eng miteinander verwoben. Das Gegenteil technischer Innovationen bilden nicht soziale Innovationen, sondern nicht-technische Innovationen (etwa künstlerische, rechtliche). Als soziale Innovationen im engeren Sinn wären etwa institutionelle Neuerungen zu betrachten.
Ausgehend von der funktionalen Differenzierung moderner Gesellschaften postuliert er einen neuen Typus sozialer Differenzierung: die fragmentale Differenzierung. Diesen neuen Begriff gewinnt er aus Andrew Abbotts Überlegungen zu einer fraktalen Disziplingeschichte, aber verwendet ihn analytisch und gesellschaftsheoretisch. Damit soll die immer kleinteiligere, situativere soziale Integration quer zu den traditionellen Funktionssystemen (wie Wissenschaft, Wirtschaft, Politik, Kunst) eingefangen werden, die in Form von Praktiken und Netzwerken erfolgt.

## Sonstige Aktivitäten
Werner Rammert war von 1982 bis 1992 Mitherausgeber des Jahrbuches „Technik und Gesellschaft“. Von 1984 bis 1990 war er Geschäftsführender Herausgeber der Zeitschrift für Soziologie.
Von 1992 bis 1997 leitete er als Vorsitzender die Sektion Wissenschafts- und Technikforschung der Deutschen Gesellschaft für Soziologie.
1999 gründete er mit anderen das DFG-Forschungsprogramm “Sozionik”. Von 2001 bis 2010 war er Sprecher des interdisziplinären Forschungszentrums „Technik und Gesellschaft“ an der TU Berlin.

## Veröffentlichungen
- Die Bedeutung der Technik für Genese und Struktur der neuzeitlichen Wissenschaft. Wissenschaftsforschung - Science Studies Report 1, Bielefeld: B. Kleine-Verlag 1974 (2. Aufl. 1981)
- Technik, Technologie und technische Intelligenz in Geschichte und Gesellschaft. Eine Dokumentation und Evaluation historischer, soziologischer und ökonomischer Forschung zur Begründung einer sozialwissenschaftlichen Technikforschung. Wissenschaftsforschung - Science Studies Report 3, Bielefeld: B. Kleine-Verlag 1975 (2. Aufl. 1981)
- zusammen mit Littek, W./Wachtler, G., Einführung in die Arbeits- und Industriesoziologie. Frankfurt a. M.: Campus 1982, (2. erw. Aufl. 1983)
- Soziale Dynamik der technischen Entwicklung. Theoretisch-analytische Überlegungen zu einer Soziologie der Technik am Beispiel der "science-based industry". Opladen: Westdeutscher Verlag 1983.
- Das Innovationsdilemma. Technikentwicklung im Unternehmen. Opladen: Westdeutscher Verlag 1988.
- (Hg.), Computerwelten - Alltagswelten. Wie verändert der Computer die soziale Wirklichkeit?, Opladen: Westdeutscher Verlag 1990.
- zusammen mit Böhm, W./Olscha, C./Wehner, J., Vom Umgang mit Computern im Alltag. Fallstudien zur Kultivierung einer neuen Technik. Opladen: Westdeutscher Verlag 1991.
- Technik aus soziologischer Perspektive. Forschungsstand - Theorieansätze - Fallbeispiele. Ein Überblick. Opladen: Westdeutscher Verlag 1993.
- (Hg.), Soziologie und künstliche Intelligenz. Produkte und Probleme einer Hochtechnologie. Frankfurt a. M.: Campus 1995.
- (Hg.), Technik und Sozialtheorie. Reihe Theorie und Gesellschaft. Frankfurt a. M.: Campus 1998.
- zusammen mit M. Schlese, G. Wagner, J. Wehner, R. Weingarten: Wissensmaschinen: Soziale Konstruktion eines technischen Mediums. Das Beispiel Expertensysteme, Frankfurt/M. 1998, ISBN 3-593-35979-0
- Technik aus soziologischer Perspektive 2. Kultur - Innovation - Virtualität, Opladen 2000, ISBN 3-531-13499-X
- zusammen mit G. Knauthe, K. Buchenau, F. Altenhöner (Hg.): Kollektive Identitäten und kulturelle Innovationen. Ethnologische, soziologische und historische Studien, Leipzig 2001, ISBN 3-935693-33-8
- zusammen mit Schubert, C. (Hg.), Technografie. Zur Mikrosoziologie der Technik. Frankfurt a. M.: Campus 2006.
- zusammen mit I. Schulz-Schaeffer (Hg.): Können Maschinen handeln? Soziologische Beiträge zum Verhältnis von Mensch und Technik, Frankfurt/M. 2002, ISBN 3-593-37154-5
- Technik - Handeln - Wissen. Zu einer pragmatistischen Technik- und Sozialtheorie, Wiesbaden 2007
- Technik –  Handeln – Wissen. Zur pragmatistischen Technik- und Sozialtheorie (2. Auflage mit neuem Vorwort und Abstracts), Wiesbaden: Springer VS 2016.
- zusammen mit A. Windeler, H. Knoblauch, M. Hutter (Hg.), Innovationsgesellschaft heute. Perspektiven, Felder und Fälle. Wiesbaden: Springer VS 2016.
- zusammen mit A. Windeler, H. Knoblauch, M. Hutter (Hg.), Innovations Society today. Wiesbaden: Springer VS 2017.
- Systeme der Informatik und gesellschaftliche Konstellationen verteilter Gestaltungsmacht. In: Jörg Pohle, Klaus Lenk (Hrsg.): Der Weg in die "Digitalisierung" der Gesellschaft. Was können wir aus der Geschichte der Informatik lernen? Metropolis-Verlag, Marburg 2021, ISBN 978-3-7316-1461-6, S. 129–157.

## Sekundärliteratur
- Valentin Janda: Werner Rammert. Wider technische oder soziale Reduktionen, in: D. Lengersdorf, M. Wieser (Hg.), Schlüsselwerke der Science & Technology Studies, Wiesbaden: Springer 2014, S. 205–219